# Selección de rugby de Alemania Democrática
La selección de rugby de Alemania Democrática fue el equipo que representó al país, existente desde 1949 hasta la reunificación alemana, internacionalmente desde 1951 y hasta 1990. Ese año se fusionó con el seleccionado de Alemania Occidental para formar el actual.

## Historia
La primera victoria fue el 1 de julio de 1958 en Ostende contra los Países Bajos. Tres meses después, consiguieron en casa un empate contra Rumania (5–5): tuvo lugar en la Ciudad de Brandeburgo con más de 3.000 espectadores y es considerado el mejor rendimiento histórico.
Jamás disputó una Copa del Mundo debido a que la única que se celebró, mientras Alemania Oriental existía, fue Nueva Zelanda 1987 y a esta la International Rugby Board, hoy World Rugby, invitó a las naciones con mejor nivel.
En 1990 el equipo jugó sus últimos dos partidos antes de unificarse, en junio frente a Hungría por previo compromiso, fue la última victoria también (3–7) y finalmente contra Luxemburgo el 15 de septiembre.

## Entrenadores
- 1951–1972: Erwin Thiesies
- 1972–1983: Detlef Krüger
- 1983–1985: Gerhard Schubert
- 1985–1990: Rüdiger Tanke
- 1990: Peter Gellert

## Resultados
Nunca enfrentó a ningún rival que no fuera europeo, a ninguno que participa del actual Torneo de las Seis Naciones y casi en su totalidad jugó contra países del bloque del Este (las excepciones fueron los Países Bajos, Dinamarca, Suecia, Yugoslavia y Luxemburgo), siendo sus partidos más importantes ante Rumania y la Unión Soviética, sin poder vencerlos.
Pese a las invitaciones formales de Alemania Federal a disputar un partido y a diferencia de lo que pasó en fútbol, nunca se enfrentaron.

### Jugadores con más test matches
|   | Jugador          | Tests |
| - | ---------------- | ----- |
| 1 | Ralf Stieg       | 41    |
| 2 | Gerhard Schubert | 41    |
| 3 | Helmut Busse     | 34    |
| 4 | Torsten Busse    | 34    |
| 5 | Wolfgang Götsch  | 20    |